# Los Angeles Aztecs
El Los Angeles Aztecs fou un equip de futbol professional de la ciutat de Los Angeles que participà en la North American Soccer League.

## Història
El club va ser fundat el 1974 i es dissolgué el 1981. Fou un dels clubs més destacats de la lliga a la costa oest. Van jugar al club grans estrelles com George Best o Johan Cruyff.

## Estadis
- Weingart Stadium
- East Los Angeles College (1974) 20.355 espectadors
- Murdock Stadium
- El Camino Junior College (1975-76) 12.127 espectadors
- Los Angeles Memorial Coliseum (1977, 1981) 92.594 espectadors
- Rose Bowl (1978-80) 92.542 espectadors

## Palmarès
- North American Soccer League:
  - 1974

## Futbolistes destacats
- Javier Aguirre Onaindía
- Phil Beal (1977)
- George Best
- Charlie Cooke (1976-78)
- Johan Cruyff
- Teófilo Cubillas
- Chris Dangerfield (1979-81)
- Steve David
- Richard Deeb
- Luis Fernando
- Graham Horn
- Larry Hulcer
- Poli Garcia
- Jimmy Kelly (1978)
- Matt Thorley
- Ruvein Klein (1978-79)
- Bobby McAlinden (1976-78)
- Terry Mancini (1977)
- Ane Mihailovich (1977)
- Hugo Pérez
- Bob Rigby
- Thomas Rongen
- Dave Smith (1976)
- Rod Stewart (1976)

## Assistència d'espectadors
- 1974: 5.098
- 1975: 8.307
- 1976: 8.051
- 1977: 9.638
- 1978: 9.301
- 1979: 14.334
- 1980: 12.057
- 1981: 5.814